# Pannevis
Pannevis was een machinefabriek te Utrecht die bestond van 1900 tot 2006

## Historie[1]
In 1900 richtte de aannemer annex molenmaker Johannes Pannevis (1849-1927) met zoon Marinus Pannevis (1874-1949) een machinefabriek op onder de naam Pannevis en Zoon. Pannevis sr. had een ruime ervaring als architect van onder meer waterbouwkundige werken en stoomgemalen, had daarnaast nog een betrekking als opzichter bij een waterschap en was verder al langer actief als makelaar in gebruikte machinerieën die met name beschikbaar kwamen bij zijn bouwwerkzaamheden. Hij beschikte over een smederij annex draaierij voor de vervaardiging van tandwielen, drijfwerkassen, plaatwerk en meer voor het molenbedrijf. Ook was hij producent van een eigen systeem molenroeden. Hij repareerde in 1882 het scheprad van de watermolen van meelfabriek De Korenschoof en was in 1884 verantwoordelijk voor de bouw van de broodfabriek. De firma Pannevis en Zoon startte als metaalsmelterij, gieterij, smederij en klopperij aan de nog grotendeels onbebouwde Vechtoever voorbij de Rode Brug, tussen de Hogelanden Westzijde en de Nieuwlichtstraat. In de eerste decennia kende het een geleidelijk groei, zij het met horten en stoten: van circa 40 werklieden de eerste jaren, tot circa 65-75 rond 1914. In 1906 werd de firma omgezet in een naamloze vennootschap met Marinus Pannevis als directeur en Pannevis sr als hoofdaandeelhouder: nv Machinefabriek ‘Hoogenlande’ v/h Pannevis en Zoon (kapitaal f 200.000, waarvan 150.000 gestort). Mede-aandeelhouders en commissarissen werden de (schoon)familieleden Antonie Pannevis en Arie van der Giessen, scheepsbouwers te Alphen a/d Rijn en Krimpen a/d IJssel. Ook de Rotterdamse rederij Van Ommeren was betrokken. Het bedrijf specialiseerde zich in scheepsmachinerieën als stoominstallaties voor sleepboten waarvoor onder meer de hijsbok van 20.000 kg hefvermogen aan de loswal diende, verbonden via een hulpspoor met de werkplaatsen.

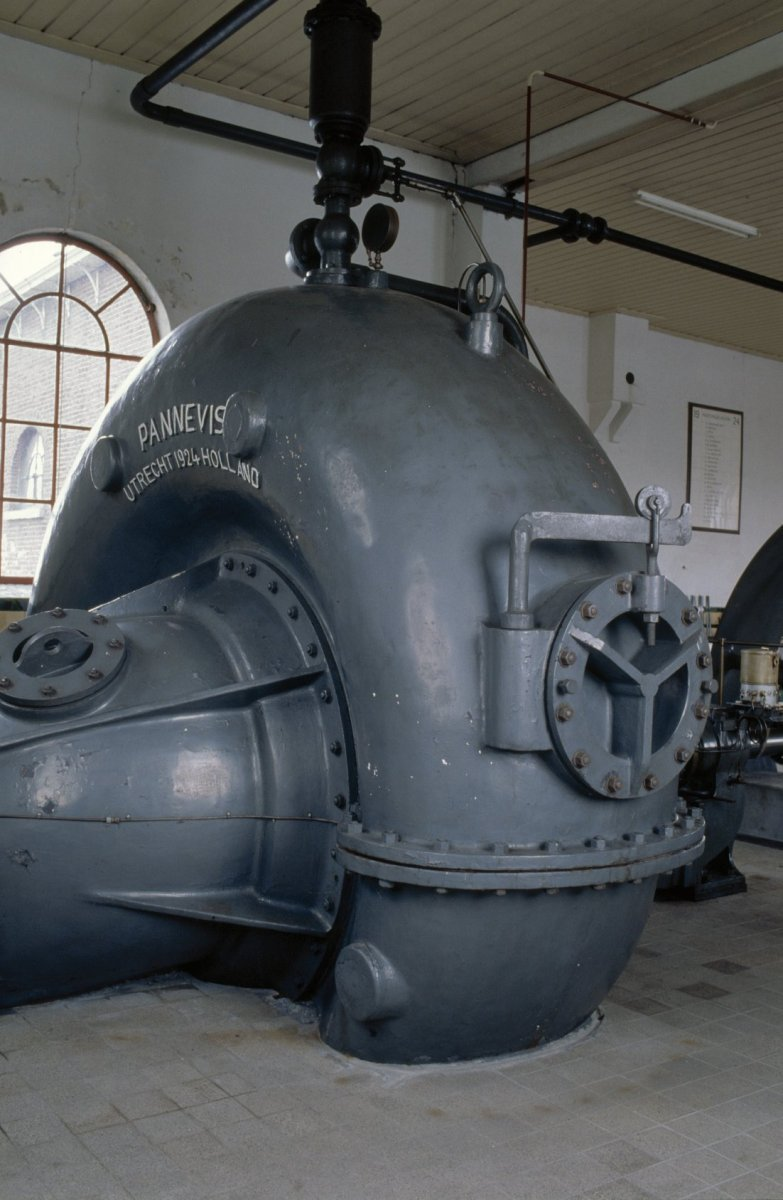
Pomp van een stoomgemaal gemaakt door Pannevis

Rond 1906 kwam er in het productiepakket een tweede specialisatie bij: de inrichting van (stoom)gemalen en van waterleidingbedrijven en later ook van rioolwaterzuiveringsinstallaties met de daarbij behorende centrifugaalpompen. De deelname  in de nv van familieleden betrokken bij de scheepsbouw en de rederij Van Ommeren leidde tot een compleet leveringspakket voor de inrichting van schepen, van sleepboten tot baggermolens en zandzuigers. In 1913 volgde een grote uitbreiding met een gieterij en bijbehorende modelmakerij en een eigen krachtcentrale voor de elektrificatie van de werkplaatsen. Rond 1910 startte Pannevis met gelijkstroomstoommachines en zuiggasmotoren, rond 1918 met de eerste compressoren, die vanaf 1935 een specialiteit werden.

### In andere handen
Na de dood van Johannes Pannevis (1927) kwam het aandelenbezit verspreid bij verschillende familieleden, zoon en directeur Marinus verwierf niet de meerderheid. Onder leiding van Arie van der Giessen koos de meerderheid in 1930 voor verkoop aan Van Ommeren. Philippus van Ommeren (1861-1945) werd president-commissaris, nieuwe directeur de mijnbouwkundige Cornelis Albert van Goudoever de Jongh (1879-1951), eerder bedrijfsleider bij de staatsmijnen. Onder zijn leiding werd Pannevis weer winstgevend, het aantal medewerkers verdubbelde tot bijna 150 in 1939. Aanvankelijk werd de fabricage van nieuwe crisisproducten ter hand genomen als stalen bouwsteigers. In 1935 verrees een nieuwe fabriekshal van 35 bij 40 meter waar een nieuwe afdeling kraanbouw werd ondergebracht: transportinstallaties, elektrotakels, draai- en loopkranen.Verder startte Pannevis, net als andere Utrechtse machinefabrieken, met constructie- en montagewerk, met name bruggen in de regio zoals de Noorderbrug over de Stadsbuitengracht (1935), de Westerbrug (1938) en de Vondelbrug over de Vaartsche Rijn. Bij de kraanbouw en het constructiewerk werd samengewerkt met de Nederlandsche Kraanbouw Maatschappij. Tijdens de bezettingsjaren accepteerde de fabriek Duitse opdrachten: stoommachines voor de Wehrmacht. In 1946 kwam er een nieuwe directeur, de werktuigbouwkundige Cornelis Houttuin (1907-1957), afkomstig van Scheepswerf en Machinefabriek De Liesbosch. Van Goudoever de Jongh werd in 1947 president-commissaris. Houttuin bleef tot zijn overlijden aan het roer.

### Verhuizing, doorstart en einde

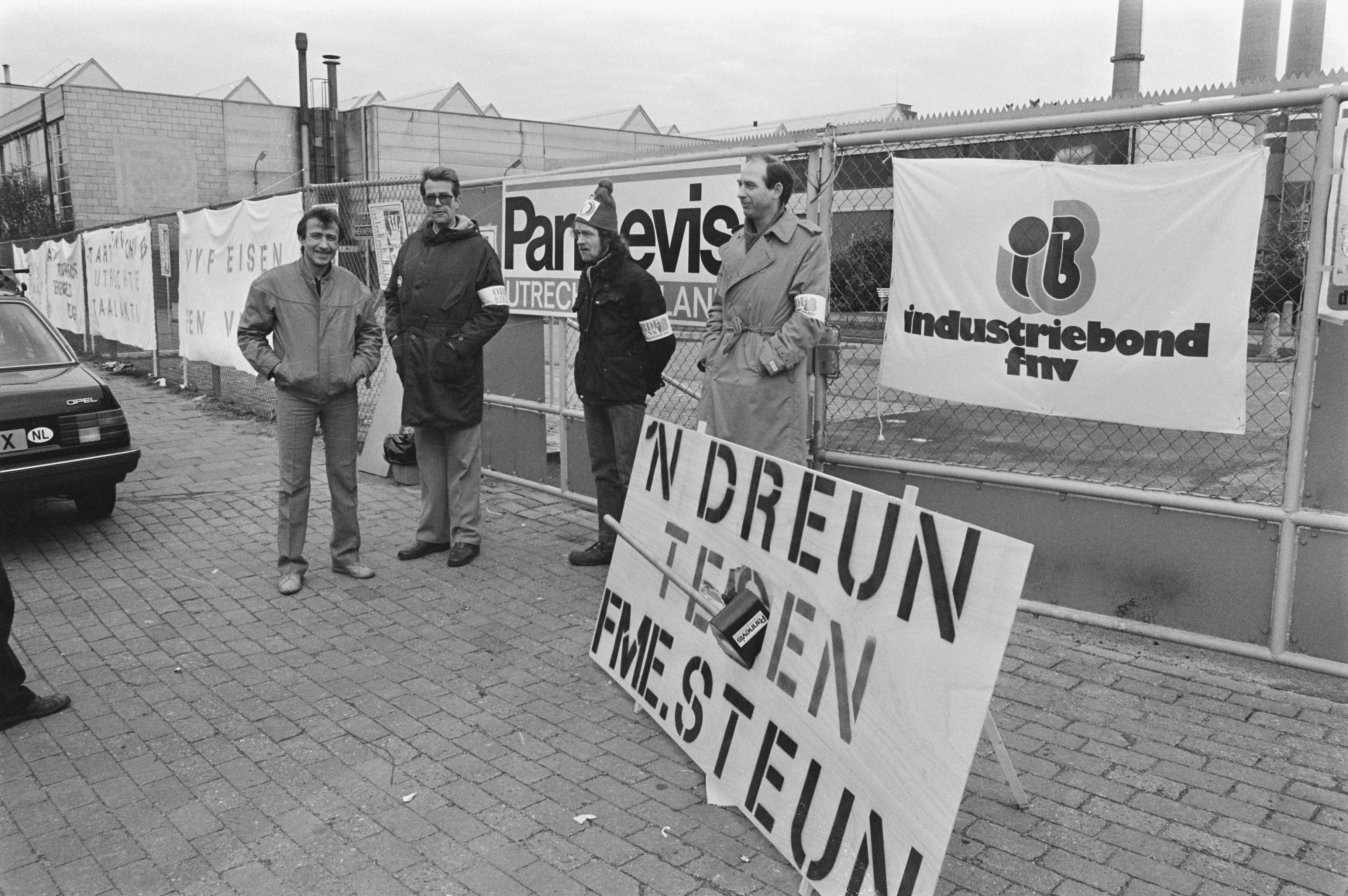
Landelijke staking in 1985 bij Pannevis

De wederopbouw zorgde voor volop opdrachten. Maar in de jaren zestig kwam ook Pannevis in problemen door de hoge lonen naast de al lang verliesgevende gieterij. Pogingen tot samengaan met branchegenoten als machinefabriek Frans Smulders of met Stork-Werkspoor mislukten. In 1958 nam machinefabriek Braat in Amsterdam (apparaten voor de Indonesische rubber-, thee- en suikerindustrie) alle aandelen Pannevis over. De gemeentelijke plannen voor vaste bruggen over de Vecht noopten het bedrijf tot nieuwbouw op een nieuwe locatie, in 1967 verhuisde Pannevis naar de Elektronweg op Lage Weide. Tevoren sloot Pannevis de eigen gieterij, waardoor 20 van de in totaal 170 werknemers hun baan verloren. In 1967 werd Pannevis onderdeel van de Rijn-Scheldegroep, in 1971 onderdeel van de opvolger, Rijn-Schelde-Verolme. Pannevis ging zich in de jaren zestig toeleggen op apparatuur voor de procesindustrie, zoals filterinstallaties voor het scheiden van vloeistoffen en vaste stoffen. In 1983 kreeg Pannevis (dan 80 werknemers) als onderdeel van RSV te maken met een surcéance die later dat jaar al weer werd opgeheven. In 1985 namen drie participatiemaatschappijen - de Utrechtse Participatie Maatschappij, Finoro (Venture) in Utrecht (onderdeel van de Noro Group of Companies) en Parnib in Den Haag (Nationale Investeringsbank) over. Pannevis ging zelfstandig verder tot in 2002 het opging in het Finse concern Larox. In 2006 stopte de productie in Utrecht.